# Portatore (fiume)
Il Portatore è un fiume che scorre nella provincia di Latina, nella parte più orientale dell'Agro pontino.
Questo fiume nasce dall'unione di tre altri corsi d'acqua, il fiume Amaseno (centrale), il fiume Ufente (da sinistra), ed il canale Linea Pio VI, che si congiungono presso la località Ponte Maggiore, nel comune di Terracina. Il Portatore ha essenzialmente la funzione di canale raccogliacque e sfocia, dopo un percorso di circa 6 km, nel mar Tirreno, presso la località Porto Badino.
Il suo corso si sviluppa quindi per intero all'interno del comune di Terracina.